# Mitologia nordică
Mitologia nordică sau mitologia scandinavă cuprinde religia, miturile și legendele populației pre-creștine scandinave, feroeze, islandeze și groenlandeze (i.e., vikingii). Mitologia nordică este ramura mitologiei germanice care s-a conservat cel mai bine și se înrudește foarte mult cu mitologia anglo-saxonă dar și cu cea germană.
Mitologia nordică mai poate fi definită ca o colecție de credințe și mituri ale triburilor germanice de nord. Religia scandinavilor nu era una revelatoare, pentru că nu a fost instituită de un muritor căruia zeii îi încredințaseră adevărul (deși muritorii intră deseori în contact cu zeii și învață poveștile acestora). De asemenea, religia nordicilor nu cuprinde un text sacru sau o carte sfântă. Miturile nordice erau transmise oral sub forma unor poeme de către barzi (i.e., povestitori). Transmiterea orală a continuat și în era vikingilor, cunoștințele noastre despre mitologia nordică bazându-se cel mai mult pe Edde și pe alte texte medievale scrise abia după creștinarea populației scandinave atât din Europa continentală cât și din Europa insulară colonizată de vikingi, i.e., Insulele Feroe, Islanda respectiv Groenlanda.
În folclorul scandinav, vechile credințe păgâne au rezistat, iar unele s-au păstrat până astăzi în zonele rurale. Altele au fost readuse la viață sau inventate de neopăgânismul germanic. Mitologia nordică rămâne, de asemenea, o sursă de inspirație în literatură, în producțiile scenice și în filme.

## Terminologie
Religia istorică a popoarelor nordice este denumită în mod obișnuit mitologia nordică. În anumite literaturi au fost folosiți termeni ca  mitologie scandinavă, mitologie nord-germanică sau mitologie germanică.

## Fundal istoric

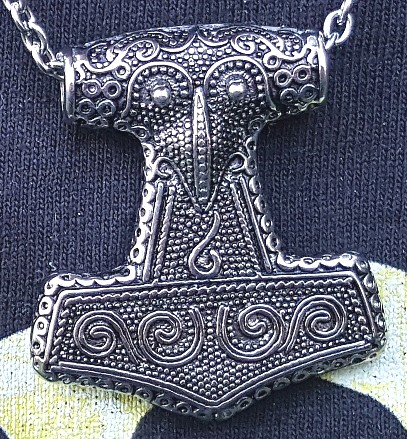
Copie dupa amuletul ciocanului lui Thor din Skåne. Amuleta originala din argint a fost creata in anul 1000 si a fost gasita in 1877.

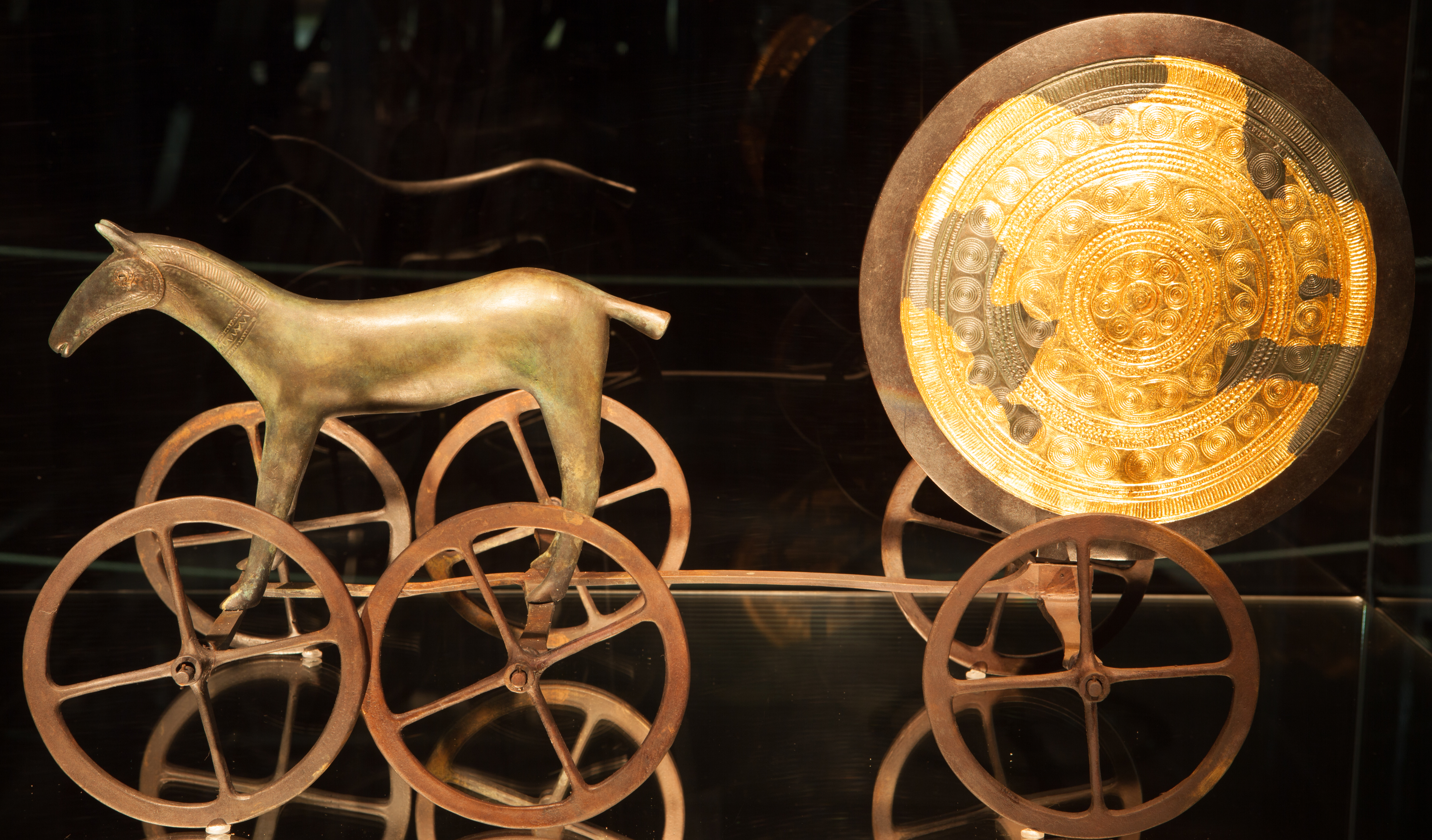
Trundholm - Carul Soarelui, artefact nordic târziu din epoca bronzului descoperit în Danemarca, anul 1400 î.e.n.

Materialele relevante și textele din perioada vikingă și medievală pentru studierea mitologiei scandinave datează de 1000-2000 ani.  Iar textele creștine  scrise de călugări la sute de ani după epoca vikingă nu corelează cu poemele spuse de poeții  scandinavi (cunoscuți drept "Skald"). 
Mitologia nordică cuprinde o cosmologie - încearcă să explice trecutul și începutul universului, dar prevestește totodată sfârșitul și renașterea universului.  La fel ca și în mitologia grecească, iudaică, creștină, islamică, zoroastrica, În prim plan este războiul etern dintre două tabere  (zeii, cunoscuți drept  "æșir " sau 'Aesir  și giganții, cunoscuți ca "jötnar" sau Jötunn) care se luptă de la începutul timpului  și până la sfârșit pentru supremația asupra universului.   Aceste două grupări au trăsături tribale aidoma clanurilor scandinave. Grupul giganților, cei care vor să distrugă universul și ordinea, nu sunt "giganți" din cauza că ar  avea   dimensiuni mai mari decât zeii. Termenul  "jötnar" poate semnifica maiestos sau grotesc. Aceștia mai sunt denumiți și "risi", "thurs" sau  "Trolli".  Pe lângă giganți, mai există și alte rase de ființe mitice, precum pitcii, care sunt buni meșteșugari și fierari ce locuiesc în adâncimile și tunelurile munților,  și elfii care posedă puteri magice și frumusețe ce locuiesc în păduri. Zeii sunt de altfel împărțiți în "Æșir  care sunt divinități  al cerului și  al războiului , și  "Vanir" care sunt divinități ai fertilității, înțelepciunii, profețiilor și ai sănătății. Zeii "Aesir" au creat lumea, iar ulterior li s-au alăturat zeii "Vanir"  pentru a alcătui o comunitate sau un panteon de zei, începând o epocă de aur. Dar epoca de aur a încetat când piticii, oamenii, elfii, zeii și giganții au început să se războiască pentru resurse, obiecte prețioase, femei și teritorii. E prevestit că zeii și giganții se  vor război în confruntarea finală "Ragnarök"  în care se vor distruge unii pe alții,  iar în urma distrugerii universului, un nou univers se va formă, omenirea va renaște, iar nouă generație de zei 'Aesir" va  prelua conducerea noului univers. 
Mitologia nordică reflectă comportamentul popoarelor din peninsula Scandinavia  și Iutlanda.  Norvegia, fragmentată în insule,  este caracterizată de relieful muntos cu climat rece și ierni reci și înzăpezite, în vreme ce Suedia are coasta cu ieșire la Marea Baltică, având o climă mai blândă, lacuri și teren fertil.  Danemarca, din peninsula Iutlanda  împărțită în peste 400 de insule,  dispune de păduri și teren fertil, și de climat temperat . Regiunea a fost populată în jurul anului 10.000 î.e.n. când s-a încheiat epoca glaciară, ținuturile joase din sud fiind expuse și primele populate. Conform analizării polenului, prima așezare a fost în Sjælland. Populațiile scandinave se ocupau până în anul 6500 î.e.n. cu vânătoarea și pescuitul. În anul 2500 i.e.n., scandinavii au ca principalele îndeletniciri agricultura și creșterea animalelor, dar și meșteșugurile (sunt fabricate primele topoare din piatră). În jurul anului 1000 î.e.n. începe epoca bronzului, caracterizată prin numeroase sculpturi spectaculoase în stânci, venerate religios. Epoca fierului începe în secolele VI-V i.e.n., tot atunci când apar primele inscripții runice din Scandinavia. În secolele V-VI e.n., triburile germanice din Europa nordică, pătrund în sud-vestul continentului european, invadând teritoriile Imperiului Roman. Burgunzii care au invadat sudul Franței,  au venit din insula Bornholm, Goții  care au invadat teritoriile de azi ale României, Franței, Italiei și Spaniei au venit din insula  Götland, din largul coastei de est a Suediei, vandalii  care au invadat Italia, Spania și  Tunisia de azi proveneau din zona Vendel din Suedia sau  Vendsyssel,  Danemarca, iar o parte din Anglo-saxoni care au invadat Anglia proveneau din Danemarca.  
În secolele VII-IX, producția uneltelor și armelor de fier, dar și a bărcilor și corăbiilor alungite în  Scandinavia ia amploare.  Din motive climatice, fie din cauza foametei, mulți scandinavi au pătruns în spațiul european, pornind la navigat în căutare de noi teritorii pentru a le pradui, sau de noi parteneri cu care să facă comerț. În toamna anului 793, scandinavii (danezi și norvegieni) atacă mănăstirea din Lindisfarn de pe coasă de est a nordului Angliei , iar de atunci urmează trei secole de războaie  anglo-scandinave.  Scandinavii care prăduiesc mănăstirile și așezările rurale capătă denumirea de 'vikingi". Scandinavii veniți la prăduit și colonizat Anglia au lăsat acolo mai multe izvoare materiale decât în locurile de baștină. În  nord-estul Angliei , scandinavii creează "Danelaw", domeniul legislației daneze după negocierile dintre Alfred cel Mare, regele saxonilor, și Guthrum, regele danezilor. 
Nu după mult timp, sub conducerea lui Rollo,  invadează  coasta de nord a  Franței și creează Ducatul Normandiei.  Scandinavii se extind în Irlanda, Islanda, Insulele Feroe,Finlanda, Rusia, navigând în Marea Mediterană unde interacționează cu Bizanțul, și în Marea Neagră. Ulterior, aceștia explorează Groenlanda și America de Nord.

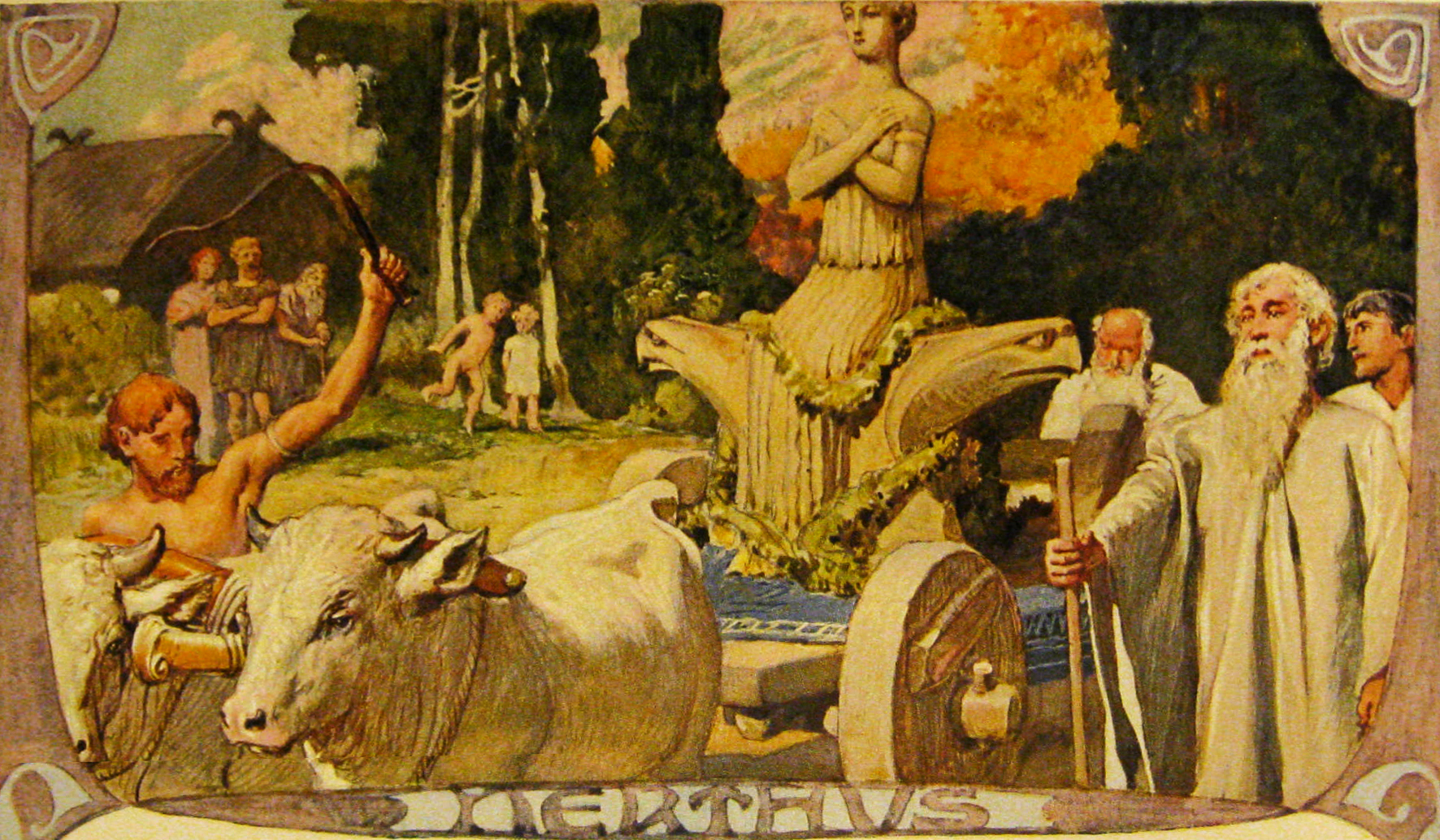
Procesiune dedicata zeitei Nerthus, pictura de Emil Doepler

Primele descrieri ale practicării ritualurilor de către germani le găsim la scriitori romani ca Tacitus. Aceștia descrie un ritual efectuat de germanici în cinstea zeiței Nerthus, mama-pământ, acoperită cu o țesătură, transportată cu o căruță trasă de vaci și acompaniată de de un preot numit "gofi" .  Procesiunea are loc într-o dumbravă sacră de pe insulă. Toți războinicii sunt obligați să-și lase armele deoparte în acele zile de pace și liniște. După procesiune, toate obiectele și hainele sunt spălate în apă de către sclavi, care apoi sunt înecați, jertfiți zeilor.  Tacitus mai scrie că germanicii se închinau la zeu în spații deschise și că nu ridicau temple. 
După Nerthus, scandinavii s-au inspirat și au creat-o pe Freya care călătorește într-un car  tras  de pisici, însoțită de o femeie. După ea a fost creat și zeul Frodi, care călătorea cu  un car. Ambii zei erau asociați cu vremurile de pace și prosperitate. Cultele scandinavilor erau similare cu cele ale germanicilor,  având loc în natură, defășurate sub forma unor procesiuni publice conduse de căpetenia comunității.  Poporul Sámi  efectua ritualurile în aer liber, fără preoți. Scandinavii au  început târziu să construiască temple  și altare (numite "hörgr") dedicat zeilor.  
După războaie, războinicii capturați de învingători erau  sacrificați după cum scrie Adam din Bremen.  Animalele, după ce erau ucise, erau mâncate pentru a onora zeii.   Un ritual important era cel de toamna când erau culese recoltele verii. Animalele erau sacrificate,  iar mare parte din carnea lor era păstrată pentru iarnă.  Erau trei tipuri de sacrificii (cunoscute drept blót) efectuate  de scandinavi:  una la mijlocul iernii după perioada nopților lungi , a două în vară pentru fertilitatea solului, a treia pentru victoria unei bătălii. 

## Surse

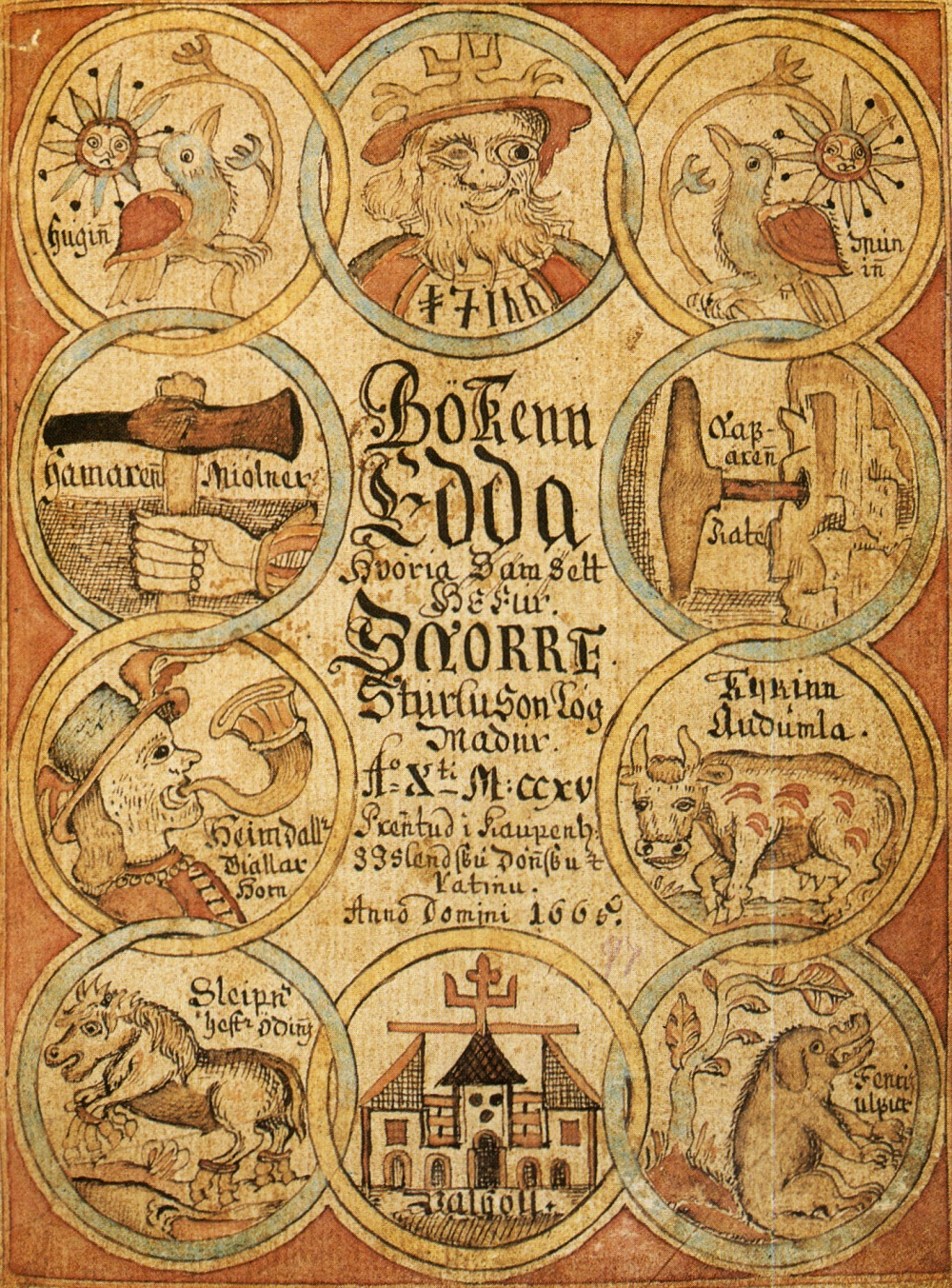
Pagina de titlu a unui manuscris târziu al prozei Edda, care il prezintă pe Odin, Heimdallr, Sleipnir și alte figuri din mitologia nordică

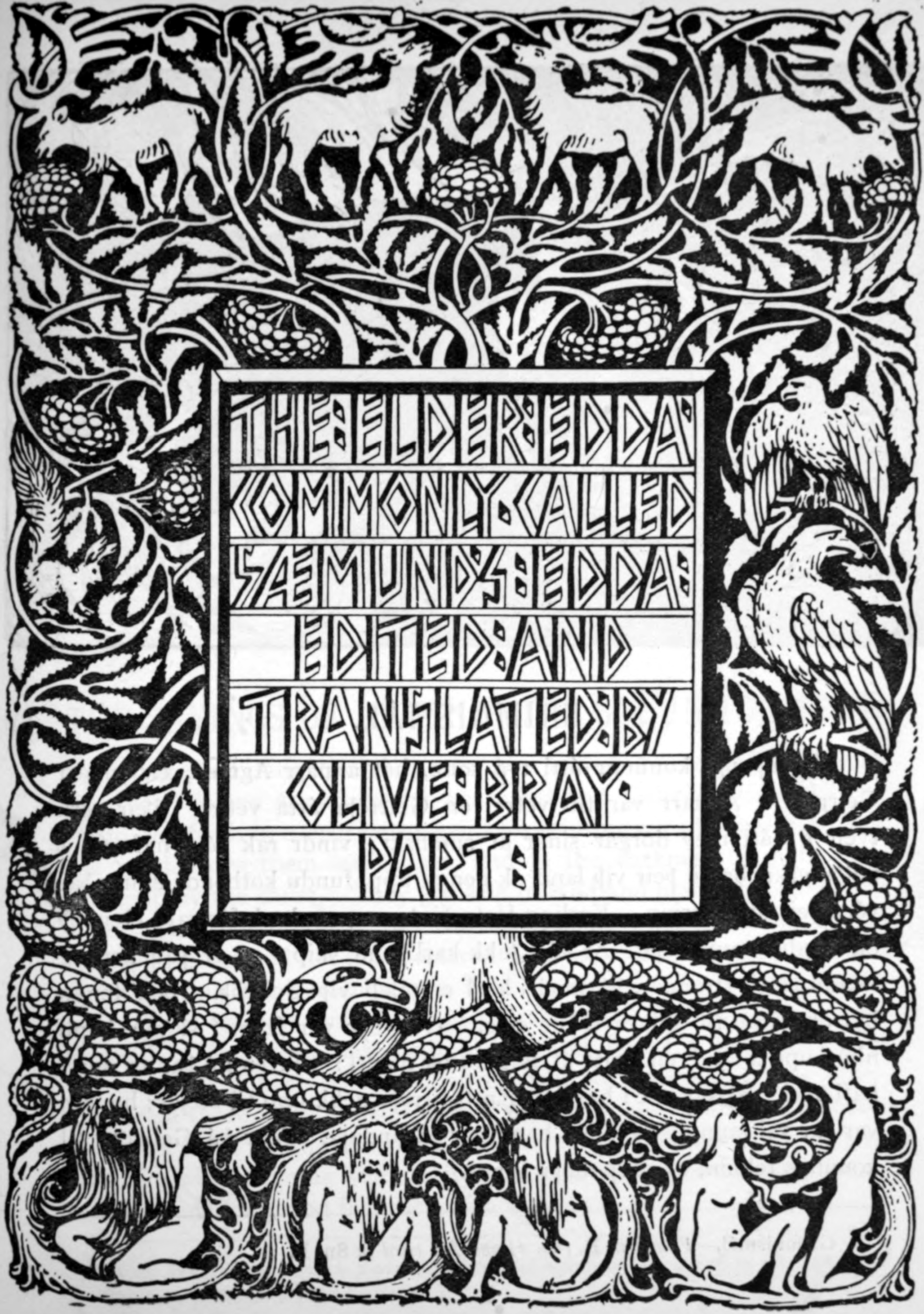
Pagina de titlu a traducerii în limba engleză a lui Codex Regius de către Olive Bray intitulată "Edda poetică" înfățișând arborele Yggdrasil (1908) de W. G. Collingwood.

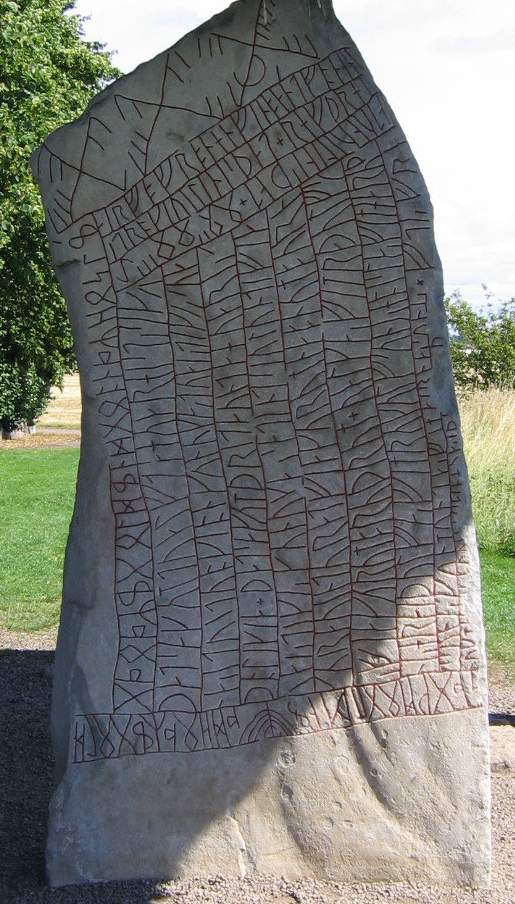
Pietrele inscripționate de la Rök

## Mitologie

### Cosmologieșicosmogonie

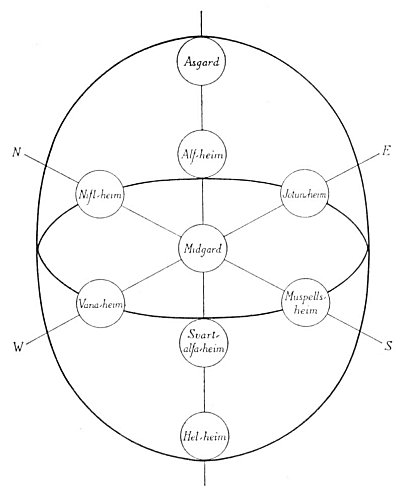
Diagrama celor nouă lumi: Alfheim, Asgard, Helheim, Jotunheim, Midgard, Muspelheim, Niflheim, Svartalfheim, Vanaheim.

Istoria cea mai completă a creației universului în mitologia nordică este transmisă de admirabilul poem "Voluspa" ("Prezicerile vizionarei"), compus spre finalul epocii păgâne. Înainte, exista un haos, "o genune uriașă" din care au apărut două lumi: Niflheim, tărâmul de gheață și Muspelheim, tărâmul de foc, guvernat de gigantul Surtur. În urma întâlnirii celor două lumi în prăpastia primordială (Ginnungagap), a rezultat o creatură uriașă cu chip de om, numită Ymir. Acesta s-a hrănit cu laptele vacii Audumbla, vacă ce a eliberat și pe primul zeu, Buri sau Bor. Acesta a avut cu Bestla, fiica unui uriaș, trei fii: Vili, Ve și Odin. Cei trei frați îl vor ucide pe Ymir, după ce vor vor crește, și vor crea din trupul lui lumea. Cosmogonia întemeiată pe omorârea și sfârtecarea unei ființe reamintește de miturile lui Tiamat, Pan ku sau Purușa. Creația lumii este deci un sacrificiu sângeros. Mircea Eliade consideră că acest mit aduce în mitologia germanicilor argumente în favoarea sacrificiului uman, care devine o repetiție și o reactualizare a actului divin și are rolul de a regenera creația și de a asigura reîntinerirea universului și coeziunea societății.
Cei trei frați vor desăvârși procesul creației prin înălțarea arborelui cosmic Yggdrasil, cel ce face conexiunea între cele 9 lumi ale mitologiei nordice. Yggdrasil este situat în centrul universului, creștetul lui atinge cerul și rădăcinile lui îmbrățișează lumea. El face legătura între cele trei niveluri cosmice: Cerul, Pământul și Infernul. Pământul este înfățișat ca un disc plat situat între crengile copacului. Ideea existenței unui Arbore Cosmic se întâlnește și în multe alte mitologii, în special în cele orientale și nord-asiatice. Universul nordicilor, Yggdrasil este însă de la început amenințat cu distrugerea, deoarece un vultur îi devorează frunzișul, trunchiul său începe să putrezească, iar șarpele (sau dragonul) Nidhogg îi roade rădăcinile. În ziua de Ragnarok arborele se va prăbuși, dar va adăposti doi oameni.
Despre Yggdrasil se spune că ar fi un frasin uriaș, care adăpostește cele 9 lumi: 
- Asgard, cetatea zeilor Aesir, care au creat lumea;
- Vanaheim, tărâmul zeilor Vanir, zeii naturii si ai fertilității;
- Alfheim sau Ljustalfheim, lumea elfilor;
- Svartalfheim, lumea piticilor;
- Jotunheim, lumea giganților;
- Muspelheim, lumea focului etern si a giganților de foc;
- Helheim, lumea morților condusă de zeița Hel, fiica lui Loki;
- Niflheim, lumea de gheața. Conform Eddei în proză Niflheim este locul de odihnă veșnică pentru majoritatea morților, deci preia astfel atribuțiile tărâmului Helheim;
- Midgard, lumea oamenilor.

Fiecare din cele 9 lumi are în componența numelui său terminația "-heim" ("casă", "tărâm", "lume") sau "-gard" ("curte", "pământ", "moșie"). Câteva cercetări au dovedit că înainte toate cele 9 lumi erau numite "heimr", Midgard-ul se numea la început "Mannheim", iar Asgard-ul "Godheim".
Cosmologia mitologiei nordice implică de asemenea o puternică trăsătură dualistă: de exemplu ziua și noaptea au propriul lor corespondent mitologic prin zeii Dagr și Nott și caii acestora Skinfaxi și respectiv Hrimfaxi. Alt exemplu este cel al zeiței soarelui, Sunna împreună cu lupul Skoll care o urmărește și al zeului lunii Mani împreună cu lupul Hati. Niflheim și Muspelheim, două tărâmuri total opuse sunt considerate originea lumii și a vieții. De fapt, în afară de Midgard, lumea noastră, celelalte opt tărâmuri formează perechi contrastante. 
| Tărâm      | Tărâm opus | Contrast                          |
| ---------- | ---------- | --------------------------------- |
| Muspelheim | Niflheim   | foc și căldură - gheață și frig   |
| Asgard     | Helheim    | Rai și izbăvire - Iad și damnație |
| Vanaheim   | Jotunheim  | Creație - Haos și Distrugere      |
| Alfheim    | Nidavellir | Lumină - Întuneric                |

De obicei aceste lumi se împărțeau în 3 trepte principale:
- Prima treaptă, cea mai înaltă, alcătuită din Alfheim, tărâmul elfilor luminii, Vanaheim, tărâmul zeilor Vanir și Asgard (Godheim), cel al zeilor Aesir. Tot aici se afla și Valhalla, lăcașul războinicilor care au murit eroic pe câmpul de luptă.
- Cea de-a doua treaptă, cea de mijloc, formată din Jotunheim, tărâmul giganților (tărâm care include și zonele Gastropnir, Utgard și Thrymheim), Midgard, tărâmul oamenilor și Nidavellir (Svartalfheim), tărâmul piticilor.
- Cea de-a treia treaptă, cea mai joasă conține tărâmurile Muspelheim, Niflheim, Helheim, precum și un spațiu gol, Ginnungagap, între Muspelheim și Niflheim, din care se spune că a țâșnit viața.

### Apariția omului și a zeilor cerești
Cei dintâi oameni au origine vegetală, fiind sculptați din lemnul a doi copaci de către zeii Odin, Hoenir/Vili și Lodur/Ve. Numele primilor oameni au fost Ask ("frasin") și Embla("ulm"). Odin le-a dat viață, Hoenir le-a oferit rațiune, iar Lodur simțuri și caracter antropomorf.
După creația lumii și a omului au apărut și alți zei cum ar fi Sunna (Sol), zeița soarelui, fiica lui Mundilfari și soția lui Glen. În fiecare zi Sunna parcurge un drum pe cer în caleașca trasă de caii Alsvid and Arvak. Trecerea zeiței era numită de scandinavici prin metafora Alfrodull ("gloria elfilor"), care a devenit mai tărziu numele carului solar și chiar a soarelui. În tot timpul zilei, Sunna este urmărită de un lup feroce,Skoll, care vrea să o devoreze și chiar va reuși acest lucru odată cu sfârșitul lumii. Cu toate acestea, zeița va fi înlocuită de fiica ei după Apocalipsă (Ragnarok). Nordicii credeau că atunci când avea loc o eclipsă de soare, zeița Sunna era pe cale să fie prinsă de Skoll. Zeul Mani, fratele Sunnei, este personificarea lunii și, la fel ca sora sa, este urmărit de un lup, Hati, în timp ce trece peste bolta cerului. O altă divinitate celestă este Svalin care protejează pământul de căldura puternică a soarelui. După credința scandinavică, nu soarele emana lumină, ci coamele cailor de la caleașca acestuia, Alsvid și Arvak.

### Ființe supranaturale

Thor luptându-se cu giganții.

Panteonul nordic este alcătuit din trei grupuri de zeități: Aesir, Vanir și Jotun sau Jotnar (giganții). Odin, Tyr, Thor sunt cei mai importanți reprezentanți ai familiei Aesir, corespund binomului de zei suverani, au un caracter marțial, războinic. Njord, Freyr și Freya, cei mai cunoscuți zei Vanir, se caracterizează prin bogăția lor și raporturile lor cu fecunditatea, cu pacea, cu plăcerea. Aceste două grupuri de zei se dușmănesc, ei poartă un lung dur și nedecis război, care se finalizează printr-o reconciliere definitivă și printr-o victorie a zeilor Aesir. Cele două grupuri fac pace, schimbă între ei ostatici, își întăresc relațiile prin unele căsătorii și domnesc împreună. Principalii zei Vanir s-au instalat la zeii Aesir, completând cu fecunditatea și bogăția lor atributele de suveranitate juridică, magia și forța războinică. Aceste conflicte mitologice pot reaminti de trecutul istoric al unui război între două culturi distincte: cea a agricultorilor autohtoni și cea a cuceritorilor ariofoni. De asemenea originea acestui mit este o influență provenind din mitologia romană, anume cea a luptei dintre romani și sabini. Mircea Eliade și J.P. Mallory au fost de părere că diviziunea  Aesir/Vanir nu este decât o expresie a tendinței generale indo-europene de a împărți divinitățile în două grupuri, ca în cazul titanilor și olimpienilor, din mitologia greacă și a epopeii indiene Mahabharata.
Zeii Aesir și Vanir sunt de obicei dușmani cu giganții (singular: Jotun, plural: Jotnar; în engleza veche, Eotenas sau Entas). Giganții din mitologia nordică sunt asemănători cu titanii și giganții din mitologia greacă. De obicei cuvântul Jotnar se traduce prin giganți, deși troli sau demoni ar fi două alternative de traducere la fel de bune. Cu toate acestea, zeii Aesir sunt descendenți ai giganților și atât ei cât și zeii Vanir stabilesc legături matrimoniale cu Jotnar. Câțiva giganți sunt menționați în Edde și par să reprezinte forțele naturale. Există două tipuri de giganți: de foc și de gheață. De asemenea, în mitologia nordică întâlnim elfi și pitici, ale căror roluri nu sunt prea clare, dar se crede că ar fi de partea zeilor. Alte ființe supranaturale întâlnite în miturile scandinavicilor sunt silfii și silfidele, duhuri aerine asemănătoare elfilor. Despre silfide se spune că pot cânta foarte frumos, însă cine se lăsa atras de viersul lor fermecat și intra în dansul lor era pierdut.
În plus, mai există și multe alte ființe fabuloase: Fenris, lupul gigantic, Jormungand, șarpele cosmic care înconjoară tărâmul Midgard. Acești doi monștri, împreună cu Hel, zeița morții, sunt copiii lui Loki, zeul înșelăciunii, și ai unei gigante. Există și creaturi benefice, cum ar fi Hugin și Munin ("gând" și "memorie"), cei doi corbi care îl vestesc pe zeul Odin de tot ceea ce se întâmplă în lume și Ratatosk, o veveriță care se furișează printre ramurile arborelui universal, Yggdrasil.

### Divinitățile principale

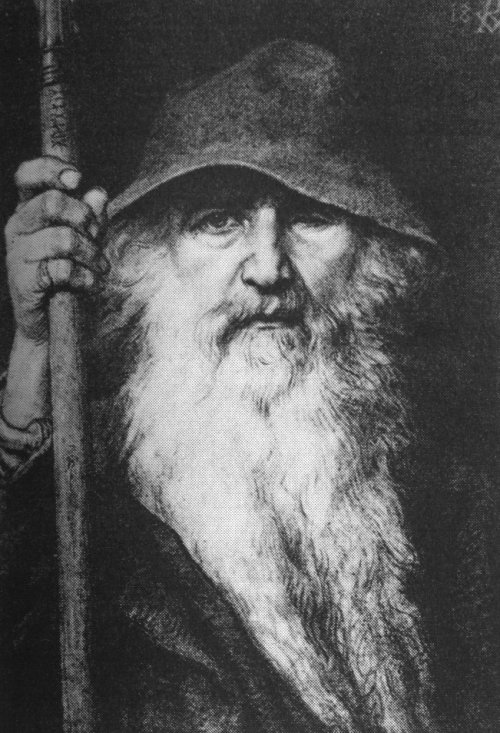
Zeul Odin

Odin era zeul suprem al scandinavicilor, cunoscut de către germanii de pe continent sub numele Wodan/Wotan, iar de anglo-saxoni sub numele Woden. Numele acestui zeu ar putea însemna cu aproximație extaticul sau domnul extazului. Odin este un zeu al magiei, al cunoașterii, al experiențelor inițiatice și al înțelepciunii oculte. Între cele mai importante ritualuri magice care i-au fost atribuite se numără necromanția, puterea de a readuce morții la viață pentru aflarea unor taine de la aceștia. În plus, el este și un zeu al celor căzuți în luptă și stăpân al locuinței morților, Walhalla.
Un alt zeu zeu important este Thor (Donar), zeu al cărui cult a dominat în Islanda și în coloniile nordice din Arhipelagul Britanic. Este un zeu al războiului și o personificare a furtunii și a tunetului. Este adeseori asociat cu zeii Indra și Jupiter.
Freyr este un zeu al fecundității, al ploii și al fertilității. Unele izvoare îl plasează într-o relație specială cu teritoriul și poporul suedez și este considerat un întemeietor al regalității.
Cel mai vechi zeu al populațiilor germanice era însă Tyr (Tiwaz), un zeu al războiului, ale cărui atribuții erau de a hotărî victoria în diferite bătălii. De asemenea Tyr era și un zeu al luminii și al cerului, apărător al dreptății și al legămintelor, fiind asemănător zeului persan Mithra.
Un zeu mai deosebit al mitologiei germanicilor este Loki, care deși aparține familiei uriașilor (Jotnar) trăiește alături de zeii Aesir. Cu toate că este un dușman al zeilor, reușeșete prin firea lui vicleană și lingușitoare să păstreze relații bune cu cei din jurul său. Zeu al magiei și al focului, Loki nu are nici un fel de cult, nu este venerat de oameni. Unii mitologi au observat o serie de asemănări ale lui Loki cu diavolul din creștinism, idee care reiese din caracterul malefic, distrugător al zeului. Loki este un zeu al înșelăciunii, responsabil pentru pângărirea și întinarea creației pure, divine.

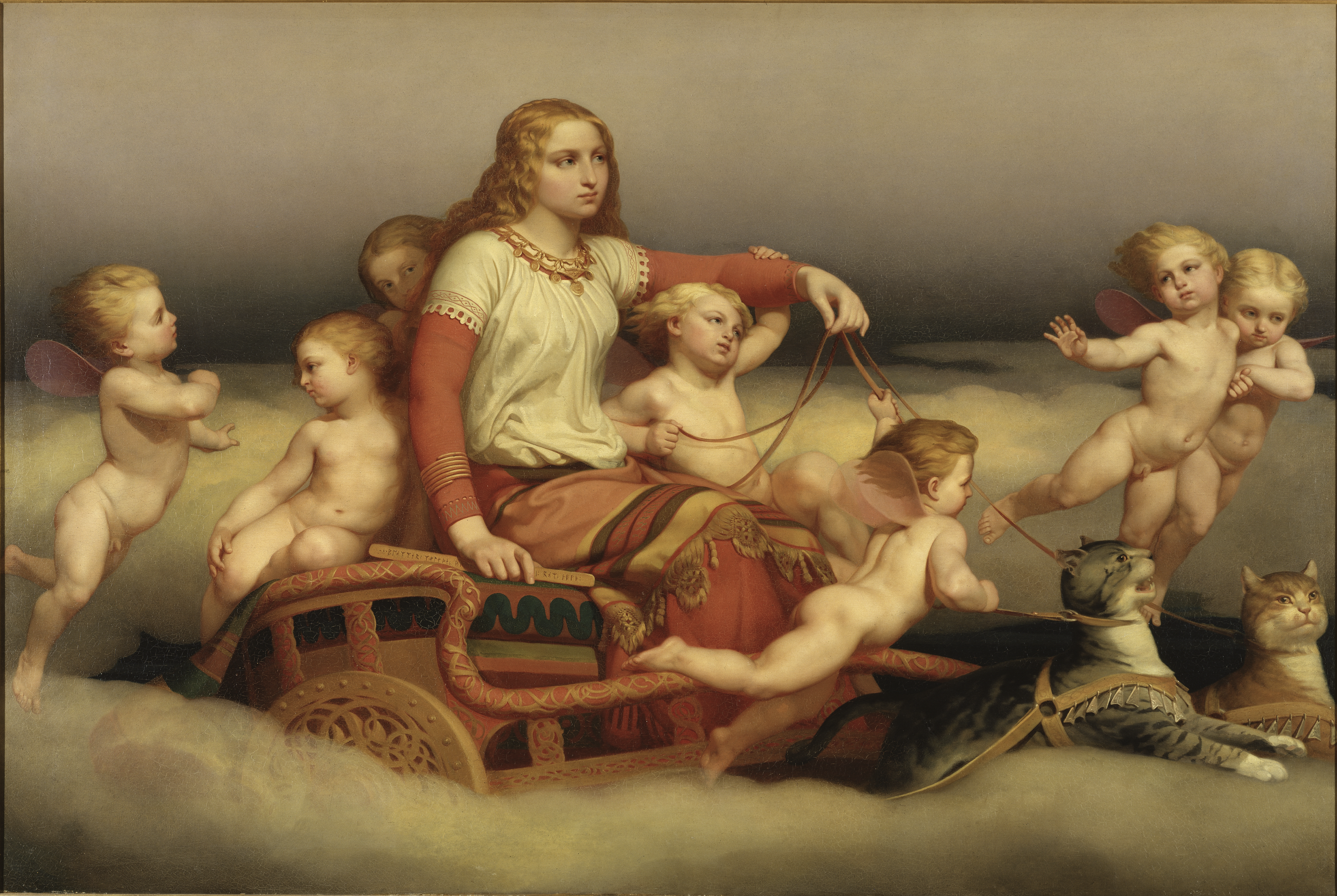
Freya într-o pictură de Nils Blommer.

Printre cele mai importante zeițe nordice se numără Frigg, zeița cerului și soția lui Odin, echivalenta Herei din mitologia greacă. Freya este probabil cea mai cunoscută zeiță nordică, personificând iubirea, fertilitatea și frumusețea. Se aseamănă cu Afrodita și Venus, deși poate îndeplini și funcția de zeiță a războiului și a magiei.

### Sfârșitul lumii

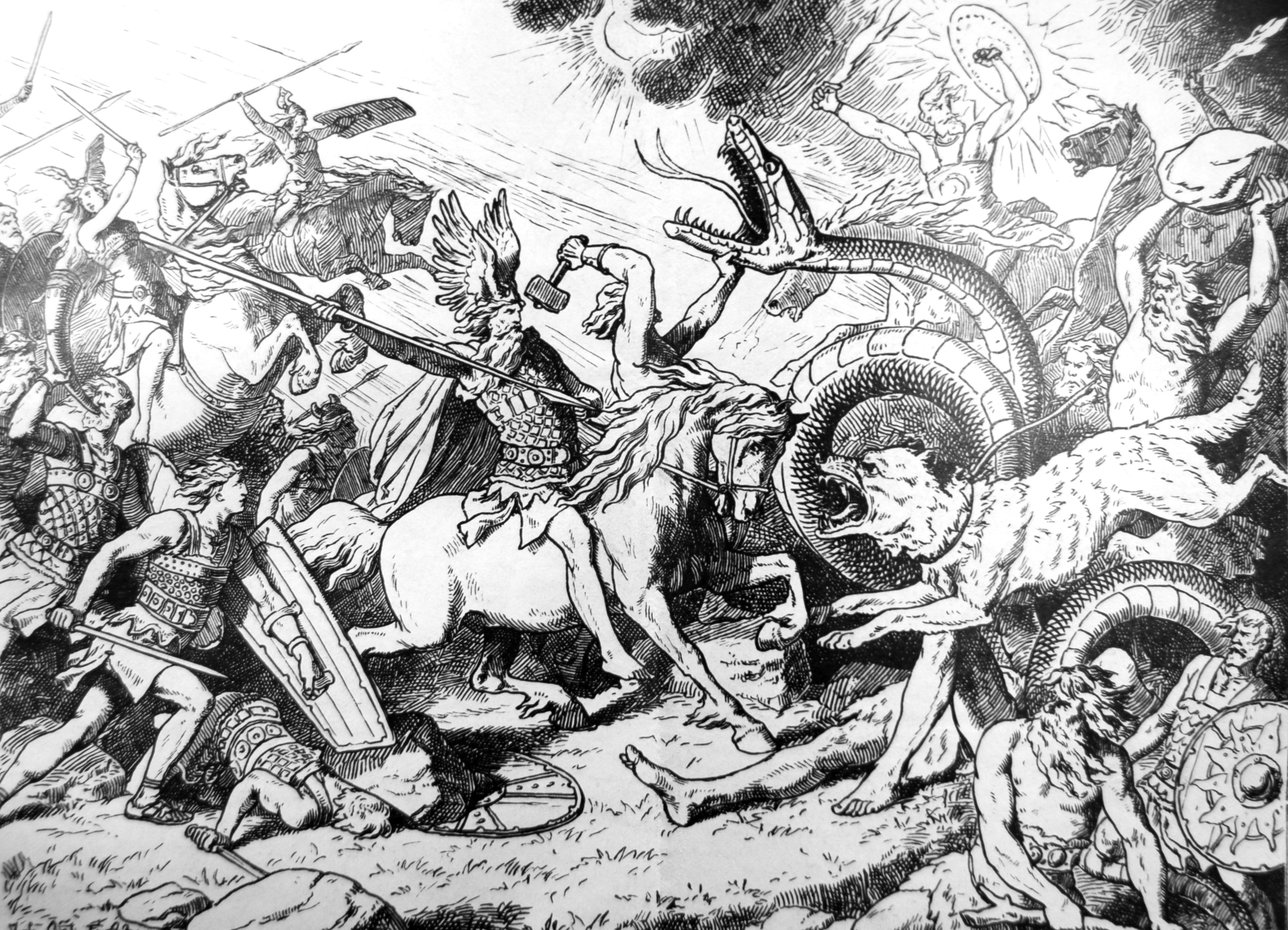
Scena apocaliptică a Ragnarok-ului, imaginată de Johannes Gehrts.

În mitologia nordică, viziunea despre viitor este sumbră. La sfârșitul lumii se spune că puterea răului și a haosului va depăși pe cea a binelui și a ordinii. Loki și copii lui se vor elibera și vor căuta să se răzbune pe zeii Asgard-ului. O iarnă de trei ani, Fimbulwinter, se va așterne peste întreaga lume, pământul se va cutremura, stelele se vor prăbuși, morții vor veni din Niflheim sau din Helheim pentru a-i ataca pe cei vii, oamenii se vor ucide între ei. O parte din uriași va veni într-o corabie construită din unghiile morților, iar alta, condusă de Surtur se va urca pe curcubeul care duce spre Tărâmul Zeilor. Heimdall, zeul paznic al tărâmului Asgard, va observa venirea giganților și va aduna o întreagă armată pentru a apăra ordinea firească a lumii. Zeii vor lupta împreună cu cei mai viteji eroi, Einherjar, în această luptă finală. Sfârșitul va fi tragic, Odin, Thor, Freyr, Tyr și alți zei importanți vor muri, universul va fi distrus de flăcările lui Surtur și vor exista puțini supraviețuitori.
Cu toate acestea, după lupta finală, numită Ragnarok, vor mai fi câțiva supraviețuitori, atât oameni cât și zei, care vor popula noua lume și vor începe un nou ciclu de existență. Referitor la acest mit, părerile savanților sunt împărțite: unii cred că apariția unei noi lumi după Raganrok este doar un element care trădează influența creștină și care a fost adăugat ulterior mitologiei nordice. Dacă această ipoteză este falsă, eshatologia descrisă în Voluspa ar putea reflecta o mai veche tradiție indo-europeană aflată în legătură cu ideologia zoroastrismului.

## Importanță și moștenire
Chiar dacă zeii scandinavi nu mai sunt venerați de peste un mileniu, numele lor din engleză veche sunt în continuare folosite în limba engleză pentru denumirea zilelor săptămânii : Marți - Tuesday (care vine de la Ty'r sau Tiw), Miercuri - Wednesday (Odin sau Wodaen), Joi - Thursday (Thor sau Thunor), Vineri - Friday (Frigg sau Friija).
Odată cu publicarea pe scară largă a traducerilor de texte norvegiene vechi care relatează mitologia popoarelor nord-germanice,  legendele despre  zeii și eroii nordici s-au răspândit în cultura literară europeană, în special în Scandinavia, Germania și Marea Britanie. La sfârșitul secolului al XX-lea, referințele la mitologia nordică au devenit obișnuite în literatura  fantastică  , jocurile de rol și, în cele din urmă, alte produse culturale, cum ar fi cărțile de benzi desenate (Thor din Marvel)  și animația japoneză. Urmele religiei pot fi găsite și în muzică și are propriul gen, Viking metal. Trupe precum Amon Amarth, Bathory, Burzum și Månegarm au scris cântece despre mitologia nordică.